# Jules Isaïe Benoit
Jules Isaïe Benoit, conosciuto come Jules-Isaïe Livernois (Longueuil, 22 ottobre 1830 – Quebec, 11 ottobre 1865) è stato un fotografo canadese, viene considerato un pioniere della fotografia in Quebec.

## Biografia
Figlio del contadino Amable Benoît, detto Livernois, e di Desanges Beaudry, lasciò presto la fattoria paterna per affrontare alcune imprese commerciali. Venne assunto in un primo tempo come impiegato in un negozio del Quebec, quindi divenne proprietario nel 1851 di una panetteria, una rivendita a Baie-du-Febvre e di un grande magazzino a Richmond, oltre ad altri esercizi commerciali, ma venne tradito dai suoi dipendenti e fallì. Nel 1853 si imbarcò per gli Stati Uniti e raggiunse San Francisco, dove riuscì a mettere in piedi una nuova impresa commerciale. Dovendo rientrare in Quebec, vendette l'impresa ai suoi dipendenti che fuggirono senza pagarlo. Benoit, di nuovo senza soldi, s'imbarcò come marinaio. A Panama contrasse un virus che qualche anno dopo lo avrebbe ucciso.

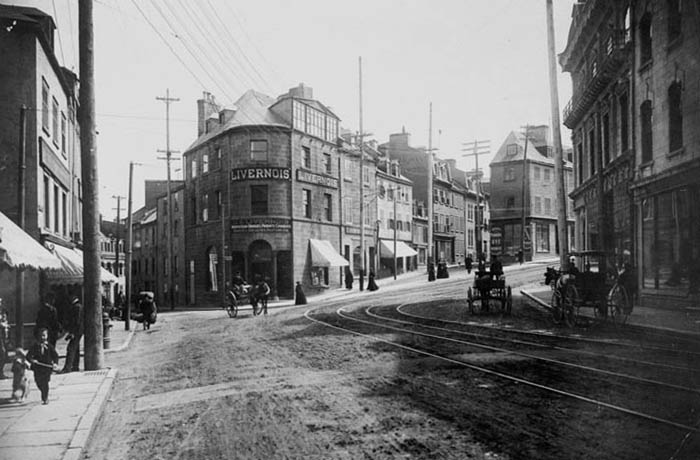
Studio Livernois, Québec, nel 1890 circa in una foto di William James Topley (1845–1930)

Ignoriamo la data del matrimonio con Elise L'Heureux, ma conosciamo l'anno nel quale insieme alla moglie dettero vita ad un atelier fotografico nella città di Quebec: 1854. Lo studio fu presentato ufficialmente nel 1857 alla voce "fotografi, dagherrotipisti ecc." con la seguente citazione: Livernois, Mr and Mrs, photographers, 32 St. John u.t. and 31 des Fosses Sr., in cui offrivano alla clientela fotografie stampate su carta o colorate a olio e ambrotipi (su vetro).
Nel 1863 Livernois perfezionò le sue abilità fotografiche in un viaggio di studio in Inghilterra, Scozia e Francia. Due anni dopo uscì il volume illustrato con fotografie realizzate in Canada. La sua salute stava però costantemente peggiorando, i medici dapprima consigliarono di recarsi per le cure a Florence, ma vedendo la diagnosi finale non gli restavano che pochi giorni. Morì lo stesso anno 1865.
Lo studio fotografico restò alla moglie Elise che associò il figlio Jules-Ernest Livernois (1851-1933), che dal 1873 mutò la denominazione dell'atelier in "Livernois, Bienvenu et Cie", al quale succedette il nipote Jules Livernois (1877-1952). Le fotografie scattate da quando esiste lo studio dei Livernois, circa 120 anni, annoverano ritratti di numerosi cittadini e personaggi politici, paesaggi urbani e rurali della regione del Quebec e molte sono state pubblicate sulle riviste illustrate.
La Bibliothèque et Archives nationales du Québec ha acquisito il fondo fotografico e documentale dello studio Livernois composto da circa 300 000 fotografie. La vita e la storia del figlio di Benoit hanno ispirato il docu-fiction Ernest Livernois, photographe (54 min., 1988) del regista e produttore franco-canadese Arthur Lamothe.